# Janny Brugman-de Vries
Jantje Jakoba (Janny) Brugman-de Vries (Sneek, 28 oktober 1918 - Almelo, 16 maart 2006) was een Nederlandse beeldhouwer.

## Leven en werk
Janny de Vries werd opgeleid aan de Arnhemse academie onder Gijs Jacobs van den Hof. Haar beeldhouwwerk is in Nederland in diverse plaatsen te vinden. Zij maakte beelden, plastieken en mozaïeken voor diverse parken en gebouwen. Ze was lid van de De Twentsche Kunstkring en getrouwd met de Almelose kunstschilder Berry Brugman.
In 1984 ontving zij samen met haar man Berry de Johanna van Buren Cultuurprijs van de Stichting Johanna van Buren te Hellendoorn.

## Werken (een selectie)
- Bevrijdingsmonument - Hengelo (1949)
- Zonder Titel (de oorsprong van olie en gas) - Gouda (1950/1961)
- Gedenkteken voor de gevallenen - Vriezenveen (1950)
- Caerus - Deventer (1954)
- Moeder en kind - Marnixlaan in Vlaardingen (1967)
- Jona in de Walvis - Groningen (1978)
- Drie vorstinnen van Oranje - Den Ham
- Spelende kinderen - Hardenberg
- Plaquette voor voormalige LTS - Hardenberg
- Reliëf brandweerkazerne - Almelo

## Fotogalerij

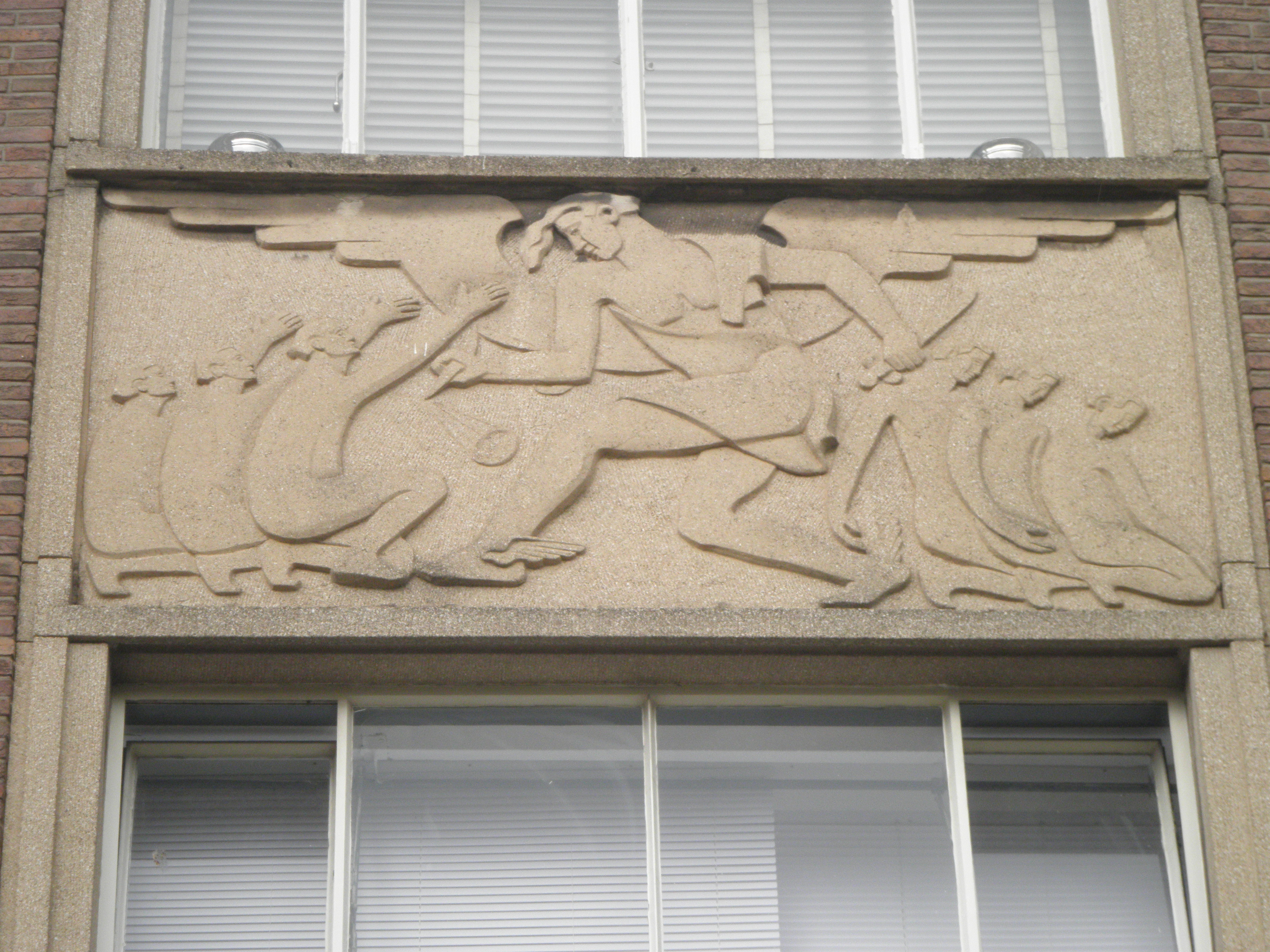
Reliëf Caerus (1954), Deventer
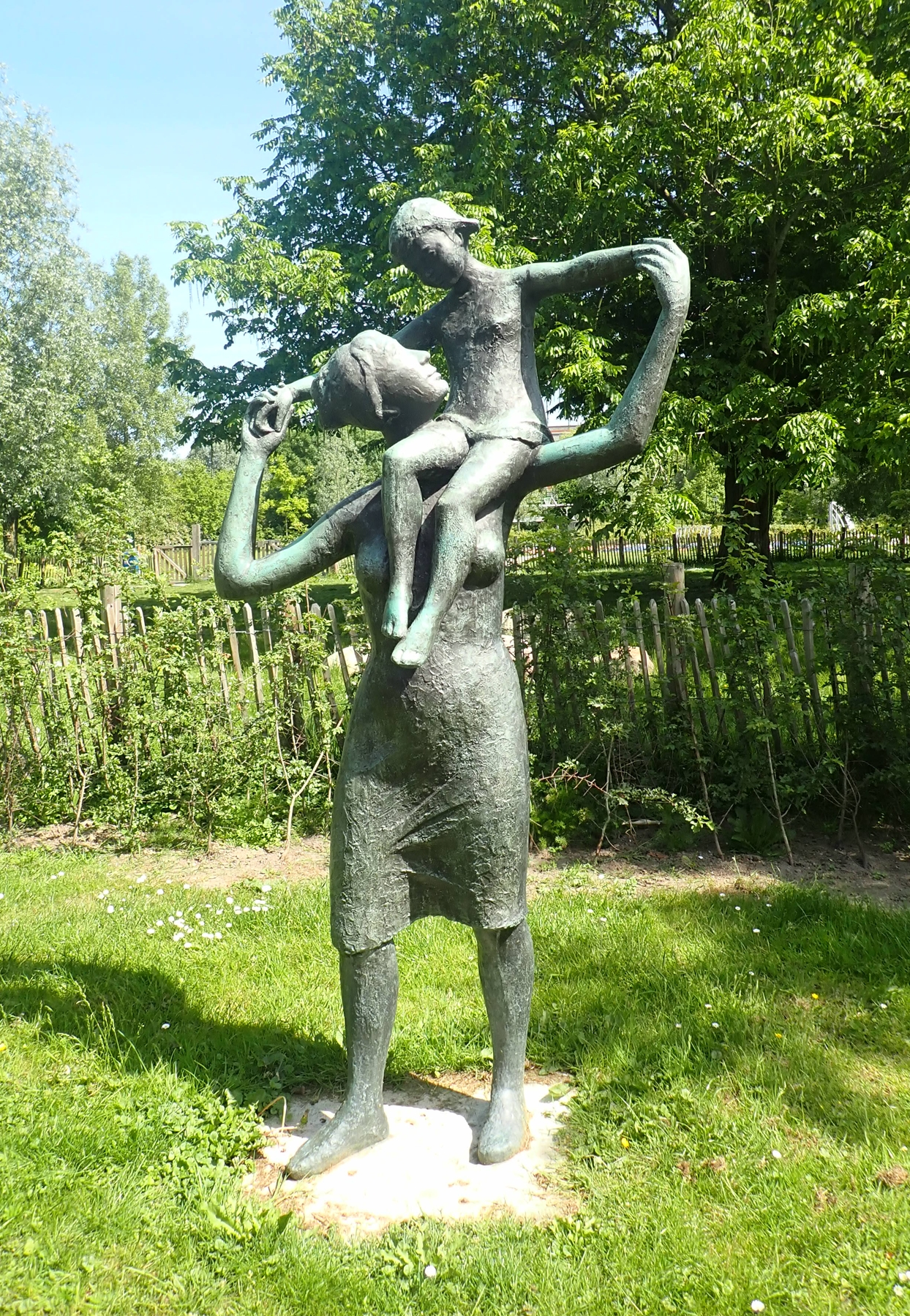
Moeder en kind (1967), Vlaardingen
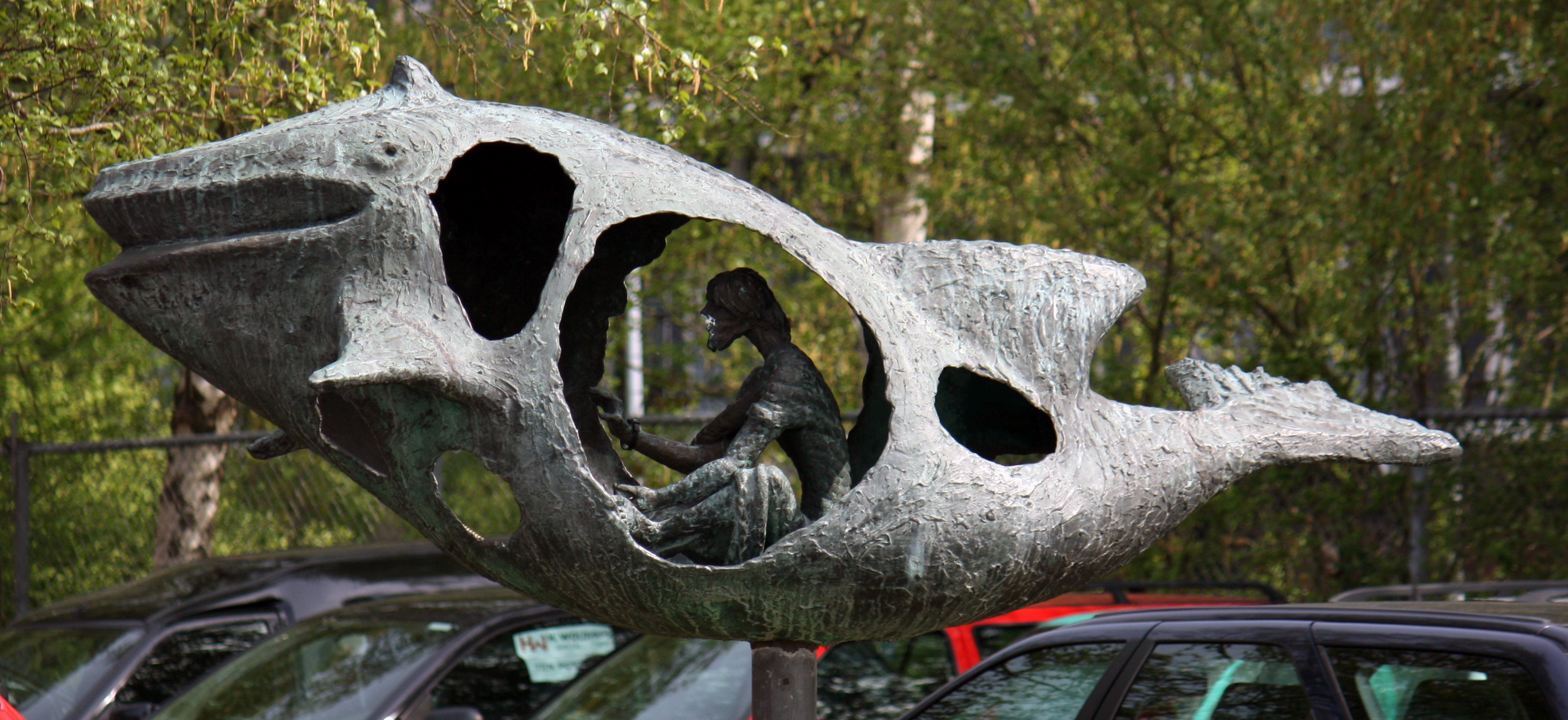
Jona in de Walvis (1978), Groningen
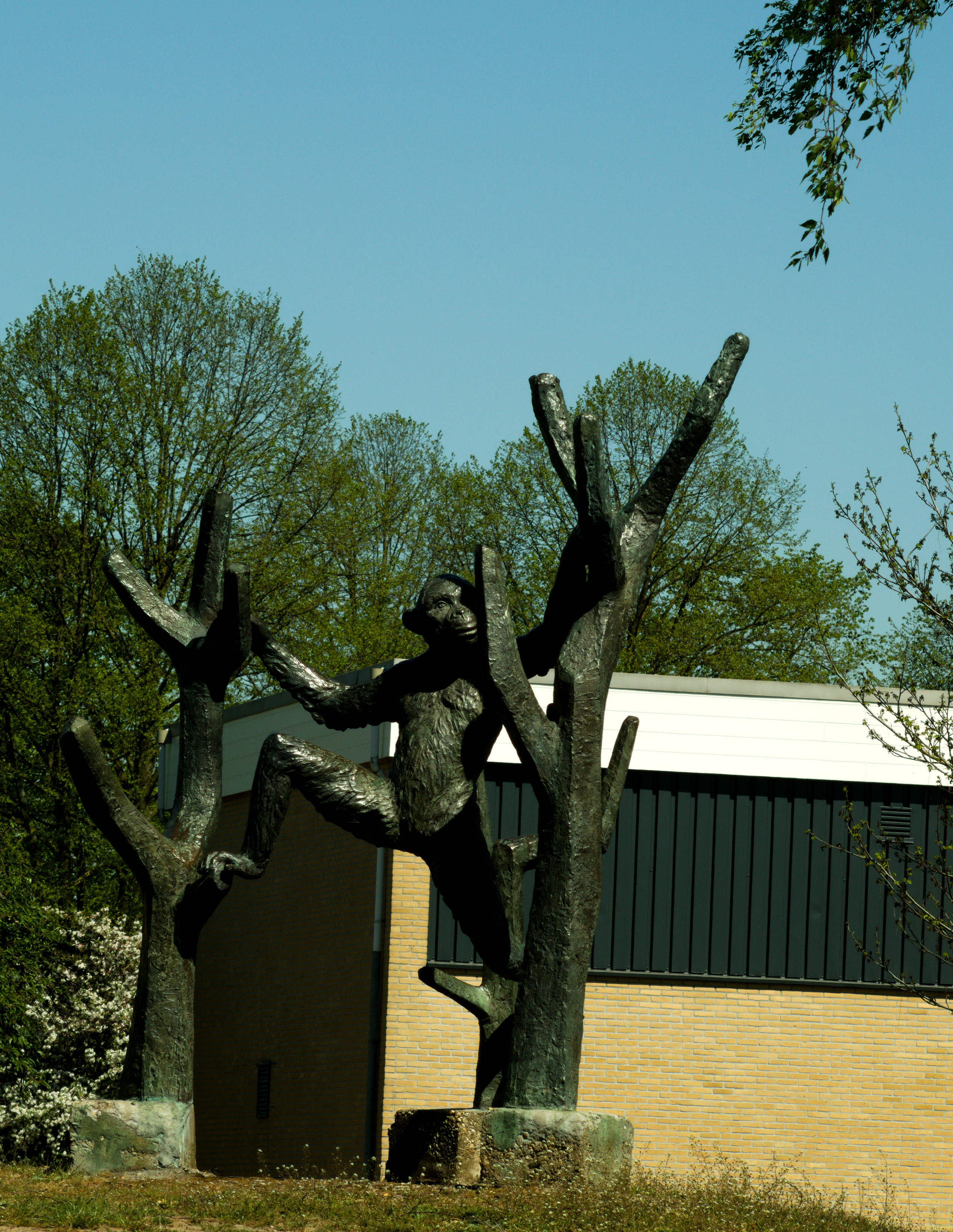
Aap